# Paussinae
Paussinae zijn een onderfamilie van de loopkeverfamilie (Carabidae). De wetenschappelijke naam werd voor het eerst geldig gepubliceerd in 1806 door Latreille.

## Taxonomie
De volgende taxa worden bij de onderfamilie ingedeeld:
- Tribus Metriini LeConte, 1853
- Tribus Mystropomini Horn, 1881
- Tribus Ozaenini Hope, 1838
- Tribus Paussini Latreille, 1806
  - Subtribus Arthropteritina Luna de Carvalho, 1961  †
  - Subtribus Carabidomemnina Wasmann, 1928
  - Subtribus Cerapterina Billberg, 1820
  - Subtribus Eopaussina Luna de Carvalho, 1951  †
  - Subtribus Heteropaussina Janssens, 1950
  - Subtribus Homopterina Wasmann, 1920
  - Subtribus Paussina Latreille, 1806
  - Subtribus Pentaplatarthrina Jeannel, 1946
- Tribus Protopaussini Gestro, 1892